# Necydalis katsuraorum
Necydalis katsuraorum är en skalbaggsart som beskrevs av Tatsuya Niisato 1998. Necydalis katsuraorum ingår i släktet stekelbockar, och familjen långhorningar. Inga underarter finns listade i Catalogue of Life.